# Leucophora dasyprosterna
Leucophora dasyprosterna este o specie de muște din genul Leucophora, familia Anthomyiidae, descrisă de Fan și Qian în anul 1988. Conform Catalogue of Life specia Leucophora dasyprosterna nu are subspecii cunoscute.